# Aquila Italiana 15/20 HP
L'Aquila Italiana 15/20 HP fu la prima vettura prodotta dalla casa automobilistica Aquila Italiana. Questo modello fu presentato nel 1909 e rimase in produzione per due anni.